# Kapetinger

Die Fleur-de-Lys, ab dem frühen 13. Jahrhundert bis 1830 als Wappen der königlichen Familie und damit als Wappen Frankreichs genutzt

Die Kapetinger (französisch Capétiens), in moderner Umschreibung auch Haus Capet genannt, sind ein dem Ursprung nach fränkisches Adelsgeschlecht, das als Nachfolger der Merowinger und der Karolinger besonders von der Historiographie Frankreichs als das dritte französische Herrschergeschlecht betrachtet wird. Als Könige der Franken (reges Francorum) und ab dem 13. Jahrhundert als Könige von Frankreich (reges Franciae) spielten die Kapetinger eine herausragende Rolle bei der Herausbildung der aus dem westfränkischen Teilreich (Francia occidentalis) hervorgegangenen französischen Nation und bei der Begründung des französischen Zentralstaates.
Als Stammvater und Namensgeber des Geschlechts gilt König Hugo Capet, der ein Angehöriger der bereits ab dem 7. Jahrhundert bezeugten fränkischen Adelsfamilie der Robertiner war. Im weiteren Sinn sind alle agnatischen Nachkommen Hugo Capets Angehörige dieses Geschlechts, im engeren Sinn werden lediglich die zwischen 987 und 1328 in Frankreich regierenden Könige als Kapetinger bezeichnet, doch waren sämtliche nachfolgenden Könige Mitglieder von Nebenlinien der Dynastie Capet.
Als direkte Fortsetzung der Robertiner stellen die Kapetinger heute das älteste noch im direkten Mannesstamm existierende Herrschergeschlecht des europäischen Hochadels dar, vertreten durch die Häuser Bourbon, Orléans und Braganza. Im Verlauf seiner über tausendjährigen Geschichte stellte es neben den Königen Frankreichs eine große Anzahl von Monarchen bereits erloschener und noch bestehender Monarchien. Aktuell regierende Monarchen kapetingischer Abstammung sind König Philipp VI. von Spanien und Großherzog Henri von Luxemburg.

## Name
Die Bedeutung des Wortes Capet ist heute unklar; möglich ist eine Herkunft vom lateinischen „Caput“, was Kopf oder Haupt bedeutet und somit im übertragenen Sinn für „Anführer“ oder „Häuptling“ stehen könnte. Als gesichert gilt indes, dass es sich um keinen Nachnamen im klassischen Sinn handelt, sondern um einen ehrenden Beinamen.
Der heute für König Hugo charakteristische Beiname „Capet“ war weder zeitgenössisch noch wurde er zuerst für seine Person verwendet. Wenige Jahre nach seinem Tod wurde zuerst sein Vater, der dux francorum Hugo Magnus, in dem Geschichtswerk des Ademar von Chabannes († 1034) als Ugoni Capetio ducatum genannt. Aber schon kurz danach wurde der Beiname Mitte des 11. Jahrhunderts in einem rückwirkenden Eintrag für das Jahr 1031 in der Chronik der Abtei Saint-Médard von Soissons erstmals auf König Hugo bezogen (Robertus [Robert II.] inclytus Rex Francorum, filius Hugonis Chapez [Hugo Capet],…). Im 12. Jahrhundert bekräftigte Robert von Torigni († 1186) in seiner Revision der Gesta Normannorum Ducum die namentliche Trennung zwischen dem dux Hugo Magnus und dem König Hugo Capet (Supradictus vero Hugo Magnus [Hugo Magnus] genuit ex filia Ottonis regis Saxonum [Hadwig von Sachsen], postmodum uero imperatoris Romanorum, Hugonem Capeiet [Hugo Capet] et fratres eius.).
Etwa zur selben Zeit wie Robert von Torigni wandte erstmals der anglo-normannische Autor Radulfus de Diceto († 1202) in seinem zweiten Werk, Ymagines Historiarum, den Terminus capétien auf die gesamte königliche Familie von Frankreich an. Auch lieferte er als erster eine Erklärung für diesen Namen, wonach er sich von dem Mantel des heiligen Martin von Tours ableitet, der einfach nur cappa genannt wurde. Der heilige Martin war der Schutzheilige der ersten Kapetingerkönige, bevor er im 12. Jahrhundert durch den heiligen Dionysius verdrängt wurde. Sowohl Hugo Magnus als auch Hugo Capet fungierten als Laienäbte der Abtei Saint-Martin von Tours, wo die grau-blaue Mantelreliquie aufbewahrt und von den ersten Kapetingern schließlich als Banner geführt wurde.
Der Name Capet etablierte sich im umgangssprachlichen Gebrauch spätestens ab dem 13. Jahrhundert in Frankreich als Dynastiename für die königliche Familie, welche aber sich selbst in ihrem eigenen Selbstverständnis als Maison de France (Haus von Frankreich) bezeichnete. In dem ersten Werk zu der im 13. Jahrhundert einsetzenden offiziellen französischen Historiographie, dem Roman aux rois des Primat von Saint-Denis, wurde erstmals eine dynastische Periodisierung der Geschichte der Franken in die drei Königsgeschlechter (Merowinger, Karolinger, Kapetinger) vorgenommen.

## Dynastiegründung

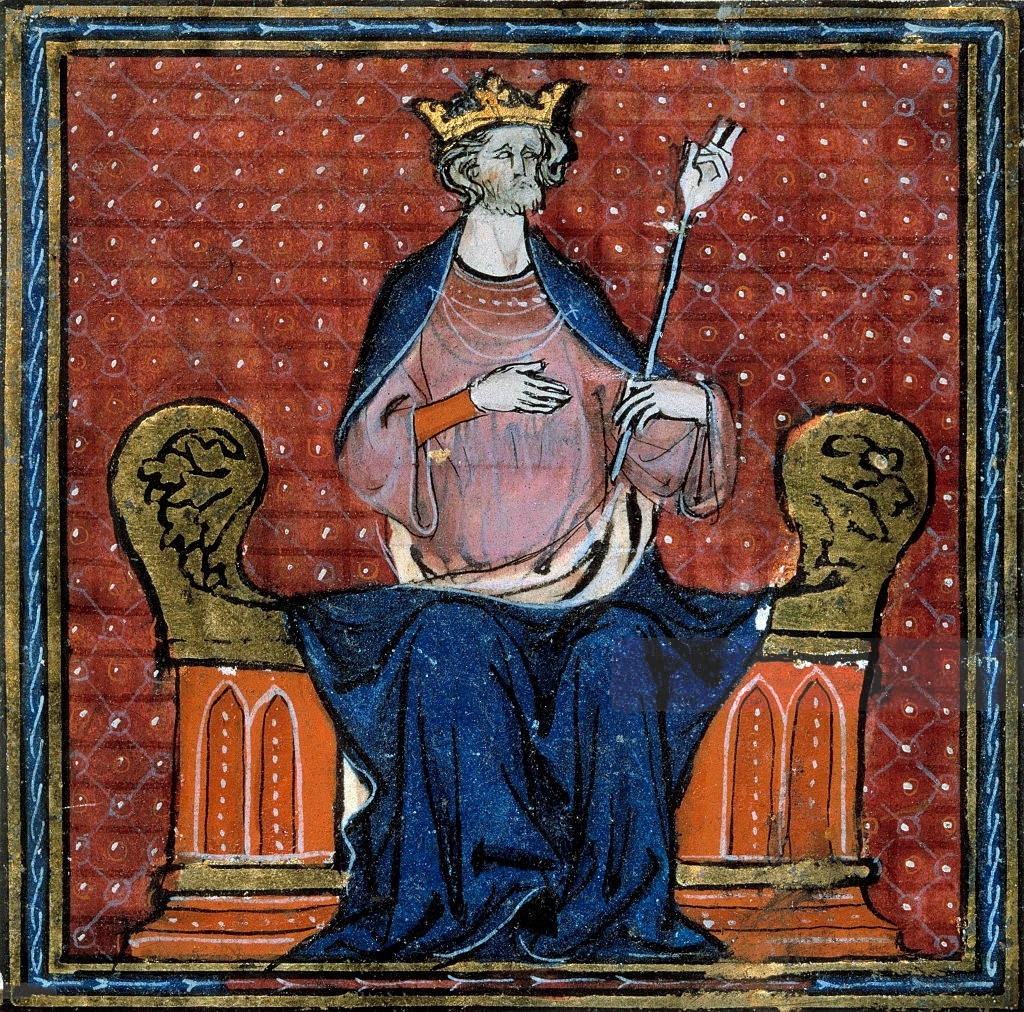
Hugo Capet (940/41–996), ab 960 Herzog von Franzien, ab 987 König von Frankreich

Im Jahr 987 wurde der Robertiner Hugo Capet von dem westfränkischen Klerus und Adel zu ihrem neuen König gewählt, nachdem zuvor der Karolinger Ludwig V. gestorben war. Dies stellte seinerzeit nicht den ersten Bruch des Geblütsrechts in der Nachfolge auf dem westfränkischen Königsthron dar, vor Hugo wurden bereits sein Großonkel Odo und sein Großvater Robert I. zu Königen als Gegenprätendenten zur karolingischen Dynastie gewählt. Da allerdings nach deren Tod stets wieder Karolinger den Thron übernehmen konnten, war auch für die Zeitgenossen Hugos nicht abzusehen, dass dieser eine neue Königsdynastie begründen würde, zumal mit dem Herzog Karl von Niederlothringen noch ein karolingischer Prätendent existierte. Um das Königtum für seine Familie zu sichern, ließ Hugo deshalb noch im Jahr seiner Krönung seinen Sohn Robert II. zum Mitkönig krönen, womit dieser beim Tod des Vaters 996 sofort und ohne nochmalige Krönung oder Wahl als Alleinherrscher nachfolgen konnte.

## Capétiens directs
Als „Capétiens directs“ (direkte Kapetinger) werden im engeren Sinne die Könige von Frankreich von 987 bis 1328 bezeichnet, da diese eine ununterbrochene Nachfolgelinie im Königtum von Vater zu Sohn darstellen.
Trotz des Endes der Karolinger mit dem Tod Herzog Ottos von Niederlothringen 1005/06 hielten die Nachkommen Hugo Capets noch mehrere Generationen lang an der von ihm praktizierten Nachfolgeregelung fest. Das hing vor allem von der besonderen politischen Schwäche der ersten Kapetingerkönige im 11. und 12. Jahrhundert ab, deren tatsächlicher Herrschaftsraum sich aufgrund des in Westfranken etablierten Feudalismus auf eine Kernregion in ihrem Königreich, heute vergleichbar mit der Île-de-France, beschränkte, wobei zum Herrschaftsbereich auch die Orléanais, Berry und die Picardie gehörten. Weiterhin war ihr allgemeines Ansehen durch die Annahme beschädigt, sie seien nur durch einen Bruch des Geblütsrechts auf den Thron gelangt.

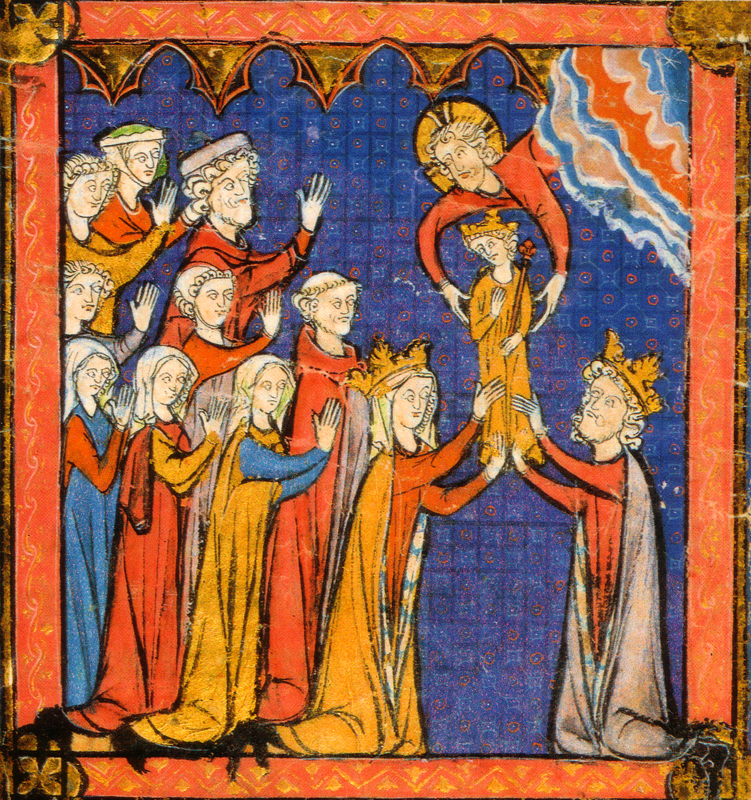
Christus übergibt Philipp II. August Dieudonné vom Himmel herab seinen Eltern (Grandes Chroniques de France um 1270, Paris, Bibliothèque Sainte-Geneviève)

Dies änderte sich allerdings mit der Herrschaft von König Philipp II. August (1180–1223), ab dem das Königtum den Feudalismus zu überwinden und ihn durch den Gedanken an eine zentralistische, auf den König zugeschnittene Staatsidee, die Monarchie, zu ersetzen begann. Philipp, der erst im achtundzwanzigsten Regierungsjahr seines Vaters geboren worden war, wurde als Kind häufig Dieudonné („Gottesgabe“) genannt, da seine Geburt eine dynastische Krise beendete und die Kontinuität der kapetingischen Dynastie wahrte. Er erwies sich als einer ihrer tatkräftigsten und stärksten Monarchen.
Fortgeführt und gefestigt wurde das Wirken Philipp Augusts durch seine unmittelbaren Nachfolger, wobei besonders Ludwig IX. der Heilige (1226–1270) und Philipp IV. der Schöne (1285–1314) herausragen. Ersterer, der auf einem Kreuzzug starb, wurde in der Regierungszeit des Letzteren, seines Enkels, 1297 heiliggesprochen. Als erster Kapetinger „zur Ehre der Altäre erhoben“, reflektierte sein Heiligenschein auf seine Nachfolger, die oftmals seinen Namen trugen.
Die Etablierung des königlichen Zentralstaates förderte zugleich die frühe Herausbildung eines französischen Nationalbewusstseins; Philipp II. August war der erste, der sich „König von Frankreich“ nennen ließ, sein Sieg in der Schlacht von Bouvines 1214 wurde von zeitgenössischen Autoren zu einem Sieg des französischen Volkes über Engländer und Teutonen stilisiert. Auch in ihrer Akzeptanz als legitimes französisches Königshaus erfuhren die Kapetinger im 13. Jahrhundert den ideologischen Durchbruch, indem sie eine dynastische Kontinuität zu den Karolingern beanspruchten, die sie auf einer legendenhaften Prophezeiung des heiligen Walarich begründeten. Dieser soll Hugo Capet einst vorausgesagt haben, dass sein Haus für sieben Generationen herrschen, worauf im Anschluss der Stamm Karls des Großen auf den Thron der Franken zurückkehren werde (Reditus regni Francorum ad stirpem Karoli Magni). Philipp II. August war der siebte Kapetingerkönig und bereits er hatte eine Aszendenz zu den Karolingern über seine Mutter Adela von Champagne beansprucht. Aber erst in der Genealogie seines Sohnes Ludwig VIII. des Löwen (1223–1226) wurde die Prophezeiung durch den Abt der Benediktiner von Marchiennes erfolgreich erbracht: Er sah diese Voraussage in dem Umstand bestätigt, dass Ludwig VIII. der Sohn der Isabella von Hennegau war, deren Familie angeblich in direkter Linie von dem großen Kaiser abstammte. Durch eine dynastische Anknüpfung an die Karolinger, die sich ironischerweise auf eine weibliche Erbfolge stützte, sollte ihnen damit nicht nur die Rechtfertigung ihrer Legitimität gegeben, sondern auch ein Anspruch auf eine universelle Königsgewalt eingeräumt werden, so wie sie die Karolinger einst innegehabt hätten.

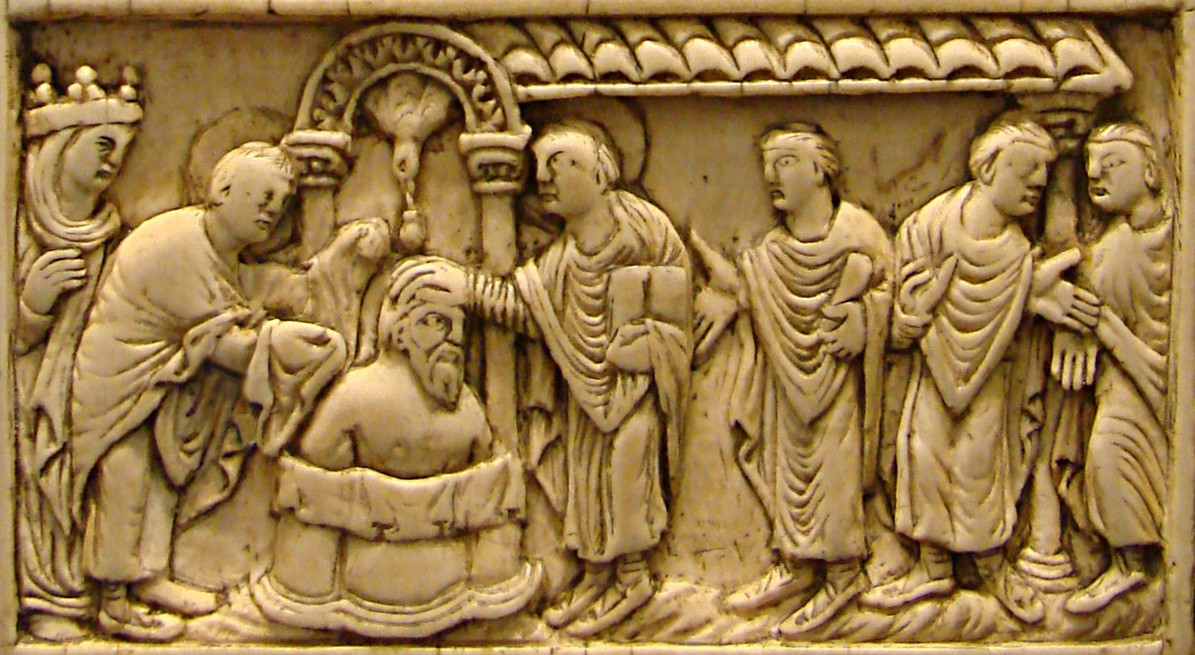
Taufe von Chlodwig I. im Jahr 496 mit Überbringung der Heiligen Ampulle an Remigius von Reims durch eine Taube (Elfenbeinminiatur, letztes Viertel 9. Jahrhundert)

Ebenfalls auf die fränkische Zeit zurück ging das sakrale Krönungsritual in der Kathedrale von Reims, der Krönungskirche der französischen Könige: Hier wurde jeder über Frankreich herrschende Kapetinger mit dem Salböl aus der Heiligen Ampulle gesalbt, das der Legende nach eine Taube zur Taufe des Merowingerkönigs Chlodwig I. im Jahr 496 vom Himmel auf die Erde gebracht haben soll. Tatsächlich war wohl Pippin der Jüngere, der Vater Karls des Großen, der erste Herrscher, der im Jahr 751 zum König der Franken gesalbt wurde – ebenfalls als religiöse Legitimierung einer Usurpation, und zwar des Sturzes des letzten Merowingers durch den ersten Karolinger, mit päpstlichem Segen. Als sichtbares Zeichen der Herrschaftslegitimation diente dabei das neue Sakramentale der Salbung, die auch bei der Priesterweihe und Bischofsweihe mit Chrisam vorgenommen wird. Bevor der Erzbischof von Reims dem neu zu krönenden König die eigentlichen Herrschaftsinsignien überreichte, strich er ihm mit dem rechten Daumen einige Tropfen dieses heiligen Öls, das zuvor auf einer Patene mit Chrisam vermischt wurde, auf die Brust. Dabei sprach er die rituelle Formel „Ungo te in regem“ („Ich salbe dich zum König“). Die Verschmelzung von Salböl und Chrisam unterstrich die doppelte Sakralität des französischen Königs. Sie verdeutlichte, dass der neue König von Gott selbst auserwählt war. Bezeichnenderweise wird die Krönung im Französischen Sacre genannt. Im Laufe der Zeit überlagerte dann die Idee des Gottesgnadentums die frühere Vorstellung des Königsheils. Diese den König als Gesalbten Gottes nahezu heiligsprechende Zeremonie wurde bis zur Französischen Revolution kontinuierlich durchgeführt und trug zur Aura des Königtums erheblich bei. In der mittelalterlichen Vorstellung gab es einen natürlichen, also sterblichen Körper und einen übernatürlichen, also unsterblichen Körper des Königs. Das Sang de France (Blut von Frankreich, also das Blut der Kapetinger) verbindet die beiden, also die durch Zeugung gebildete Kette der sterblichen Einzelnen und das unsterbliche Amt, und stellt so die gottgewollte Kontinuität her. Aus dieser Vorstellung resultiert nach Ernst Kantorowicz sogar die Theorie des modernen Staates, der zwischen der öffentlichen Funktion und der Person, die diese ausübt, unterscheidet.
Eine weitere Sakralisierung erfuhren die französischen Monarchen durch die Tradition der königlichen Wunderheilkraft (Thaumaturgie). Diese soll auf Robert II., den Frommen († 1031) zurückgehen, wobei der Beginn dieses Heilkultes und Volksglaubens auf die Regierungszeit Philipps I. († 1108) datiert wird. Danach ist im gesalbten Monarchen die erbliche Kraft wirksam, durch Handauflegen Skrofulose zu heilen. Auch dieser, den König fast schon an die Wunder Jesu heranrückende Quell religiöser Verehrung wurde, gleich im Anschluss an die Salbung und Krönung in Reims, ebenfalls bis 1789 praktiziert. Diese Traditionen erklären auch, weshalb Ludwig XVI. nach seiner Hinrichtung 1793 von den Royalisten als Märtyrer verehrt wurde, für den bis heute alljährlich am Tag seiner Guillotinierung, dem 21. Januar, in zahlreichen französischen Kirchen Seelenmessen gelesen werden.

## Valois, Bourbon und Orléans
Mit dem Tod König Karls IV. (1322–1328) endete die direkte Linie der Kapetinger, da weder er noch seine Brüder gemäß dem salischen Recht erbberechtigte Söhne hinterlassen hatten. Allerdings war die Dynastie zu diesem Zeitpunkt bereits in mehrere Nebenlinien verzweigt, die Prätendenten auf den Thron stellen konnten. Noch 1328 proklamierte sich mit Unterstützung der Generalstände der Graf von Valois als Philipp VI. (1328–1350) zum neuen König. Er war väterlicherseits ein Enkel von König Philipp III. dem Kühnen (1270–1285) und begründete die Herrschaft des Hauses Valois. Gegen die Ansprüche der englischen Könige auf den französischen Thron, den sie über eine weibliche Erbfolge beanspruchten, mussten die Valois den hundertjährigen Krieg ausfechten, den sie im 15. Jahrhundert siegreich beenden konnten. Heinrich III., der sich vom Herzogshaus Guise unter Druck gesetzt sah, erhob 1576 den Rang der Prinzen von Geblüt über den Rang aller anderen Pairs de France.
Auf das Haus Valois folgte 1589 mit König Heinrich IV. (1589–1610) das Haus Bourbon, das von Ludwig IX. dem Heiligen abstammte. Im Verlauf der 1789 ausgebrochenen französischen Revolution wurde die Monarchie 1792 erstmals abgeschafft und nach dem Ende der Herrschaft Napoleon Bonapartes 1814/1815 restauriert.
Nach der Julirevolution von 1830 nahm die Monarchie einen konstitutionellen Charakter an und wurde mit einem Vertreter der Orléanais des Hauses Orléans besetzt, welches wiederum von den Bourbonen abstammte. König Louis-Philippe I. wurde allerdings durch die Februarrevolution 1848 abgesetzt und war somit der letzte französische Monarch der Kapetinger.

## Genealogie

### Übersicht über die wichtigsten Linien

Wappen der ursprünglichen Hauptlinie und des Hauses Valois

Wappen der Herzöge von Bourbon

Wappen der Bourbonen als Könige von Frankreich

Wappen des Älteren Hauses Burgund

- Die Robertiner waren die Vorfahren der Kapetinger, von ihnen zweigen
  - die fränkischen Babenberger bzw. Popponen sowie die
  - direkte Linie der Kapetinger (Könige von Frankreich 987–1328) ab. Deren Seitenlinien sind:
    - das Haus Valois (Könige von Frankreich 1328–1589), mit seinen Nebenlinien:
      - das Haus Valois-Alençon (Grafen und Herzöge von Alençon 1326–1526)
      - das Haus Valois-Burgund (Herzöge von Burgund 1363–1482)
      - das Haus Valois-Anjou (Herzöge von Anjou 1360–1480, Titularkönige von Neapel-Sizilien)
      - das Haus Valois-Orléans (König von Frankreich 1498–1515)
        - das Haus Valois-Angoulême (Könige von Frankreich 1515–1589)

    - das Haus Bourbon (Könige von Frankreich 1589–1792, 1814–1830), die wohl bedeutendste, noch heute bestehende Seitenlinie der Kapetinger, welche selbst zahlreiche Nebenlinien aufweist, vor allem:
      - das Haus Bourbon-Anjou (Könige von Spanien 1700–1808, 1813–1868, 1874–1931 und seit 1975), von dem
        - das Haus Bourbon-Sizilien (Könige von Neapel-Sizilien 1735–1861) und
        - das Haus Bourbon-Parma (Herzöge von Parma 1748–1801 und 1847–1860, Könige von Etrurien 1801–1807, Großherzöge von Luxemburg seit 1964) abzweigen

      - das Haus Orléans (Julimonarchie 1830–1848)
      - das Haus Bourbon-Condé
        - das Haus Bourbon-Conti

  - Weitere Nebenlinien der direkten Kapetinger sind:
    - das Haus Burgund (Herzöge von Burgund 1027–1361), von dem
      - die Haus Burgund-Portugal (Alfonsine) (Könige von Portugal 1089–1383), von diesen
        - das Haus Avis (Könige von Portugal 1383–1580) und von diesem wiederum
          - das Haus Braganza (Könige von Portugal 1640–1853, Kaiser von Brasilien 1822–1889) abzweigen.

    - das Haus Vermandois (Grafen von Vermandois 1080–1167)
    - das Haus Courtenay (Lateinische Kaiser von Konstantinopel 1217–1261)
    - das Haus Dreux (Herzöge von Bretagne 1221–1514)
    - das Haus Artois (Grafen von Artois und Eu 1226–1472)
    - das Haus Anjou (Könige von Neapel-Sizilien 1266–1282/1435, von Ungarn 1301–1414, von Polen 1370–1399 sowie Titularkönige von Jerusalem)
    - das Haus Évreux (Könige von Navarra 1328–1441).

### Stammtafel der Kapetinger (direkte Linie)

Verwandtschaftsverhältnisse

|                                  |                                  |                                  |                                  |                                  |                                  |  |  | Hugo Capet (987–996)                |                                     |                                     |                                     |                                     |                                     |  |  |                                 |                                 |                                 |                                 |                                 |                                 |  |  |                           |                           |                           |                           |                           |                           |  |  |  |  |  |  |  |  |  |  |  |  |  |  |  |  |  |  |
|                                  |                                  |                                  |                                  |                                  |                                  |  |  |                                     |                                     |                                     |                                     |                                     |                                     |  |  |                                 |                                 |                                 |                                 |                                 |                                 |  |  |                           |                           |                           |                           |                           |                           |  |  |  |  |  |  |  |  |  |  |  |  |  |  |  |  |  |  |
|                                  |                                  |                                  |                                  |                                  |                                  |  |  | Robert II. der Fromme (996–1031)    |                                     |                                     |                                     |                                     |                                     |  |  |                                 |                                 |                                 |                                 |                                 |                                 |  |  |                           |                           |                           |                           |                           |                           |  |  |  |  |  |  |  |  |  |  |  |  |  |  |  |  |  |  |
|                                  |                                  |                                  |                                  |                                  |                                  |  |  |                                     |                                     |                                     |                                     |                                     |                                     |  |  |                                 |                                 |                                 |                                 |                                 |                                 |  |  |                           |                           |                           |                           |                           |                           |  |  |  |  |  |  |  |  |  |  |  |  |  |  |  |  |  |  |
|                                  |                                  |                                  |                                  |                                  |                                  |  |  |                                     |                                     |                                     |                                     |                                     |                                     |  |  |                                 |                                 |                                 |                                 |                                 |                                 |  |  |                           |                           |                           |                           |                           |                           |  |  |  |  |  |  |  |  |  |  |  |  |  |  |  |  |  |  |
|                                  |                                  |                                  |                                  |                                  |                                  |  |  | Heinrich I. (1031–1060)             | Heinrich I. (1031–1060)             | Heinrich I. (1031–1060)             | Heinrich I. (1031–1060)             | Heinrich I. (1031–1060)             | Heinrich I. (1031–1060)             |  |  | Haus Burgund (bis heute)        | Haus Burgund (bis heute)        | Haus Burgund (bis heute)        | Haus Burgund (bis heute)        | Haus Burgund (bis heute)        | Haus Burgund (bis heute)        |  |  |                           |                           |                           |                           |                           |                           |  |  |  |  |  |  |  |  |  |  |  |  |  |  |  |  |  |  |
|                                  |                                  |                                  |                                  |                                  |                                  |  |  | Heinrich I. (1031–1060)             | Heinrich I. (1031–1060)             | Heinrich I. (1031–1060)             | Heinrich I. (1031–1060)             | Heinrich I. (1031–1060)             | Heinrich I. (1031–1060)             |  |  | Haus Burgund (bis heute)        | Haus Burgund (bis heute)        | Haus Burgund (bis heute)        | Haus Burgund (bis heute)        | Haus Burgund (bis heute)        | Haus Burgund (bis heute)        |  |  |                           |                           |                           |                           |                           |                           |  |  |  |  |  |  |  |  |  |  |  |  |  |  |  |  |  |  |
|                                  |                                  |                                  |                                  |                                  |                                  |  |  |                                     |                                     |                                     |                                     |                                     |                                     |  |  |                                 |                                 |                                 |                                 |                                 |                                 |  |  |                           |                           |                           |                           |                           |                           |  |  |  |  |  |  |  |  |  |  |  |  |  |  |  |  |  |  |
|                                  |                                  |                                  |                                  |                                  |                                  |  |  | Philipp I. (1060–1108)              | Philipp I. (1060–1108)              | Philipp I. (1060–1108)              | Philipp I. (1060–1108)              | Philipp I. (1060–1108)              | Philipp I. (1060–1108)              |  |  | Haus Vermandois (bis 1213)      | Haus Vermandois (bis 1213)      | Haus Vermandois (bis 1213)      | Haus Vermandois (bis 1213)      | Haus Vermandois (bis 1213)      | Haus Vermandois (bis 1213)      |  |  |                           |                           |                           |                           |                           |                           |  |  |  |  |  |  |  |  |  |  |  |  |  |  |  |  |  |  |
|                                  |                                  |                                  |                                  |                                  |                                  |  |  | Philipp I. (1060–1108)              | Philipp I. (1060–1108)              | Philipp I. (1060–1108)              | Philipp I. (1060–1108)              | Philipp I. (1060–1108)              | Philipp I. (1060–1108)              |  |  | Haus Vermandois (bis 1213)      | Haus Vermandois (bis 1213)      | Haus Vermandois (bis 1213)      | Haus Vermandois (bis 1213)      | Haus Vermandois (bis 1213)      | Haus Vermandois (bis 1213)      |  |  |                           |                           |                           |                           |                           |                           |  |  |  |  |  |  |  |  |  |  |  |  |  |  |  |  |  |  |
|                                  |                                  |                                  |                                  |                                  |                                  |  |  | Ludwig VI. der Dicke (1108–1137)    |                                     |                                     |                                     |                                     |                                     |  |  |                                 |                                 |                                 |                                 |                                 |                                 |  |  |                           |                           |                           |                           |                           |                           |  |  |  |  |  |  |  |  |  |  |  |  |  |  |  |  |  |  |
|                                  |                                  |                                  |                                  |                                  |                                  |  |  |                                     |                                     |                                     |                                     |                                     |                                     |  |  |                                 |                                 |                                 |                                 |                                 |                                 |  |  |                           |                           |                           |                           |                           |                           |  |  |  |  |  |  |  |  |  |  |  |  |  |  |  |  |  |  |
|                                  |                                  |                                  |                                  |                                  |                                  |  |  |                                     |                                     |                                     |                                     |                                     |                                     |  |  |                                 |                                 |                                 |                                 |                                 |                                 |  |  |                           |                           |                           |                           |                           |                           |  |  |  |  |  |  |  |  |  |  |  |  |  |  |  |  |  |  |
|                                  |                                  |                                  |                                  |                                  |                                  |  |  | Ludwig VII. der Jüngere (1137–1180) | Ludwig VII. der Jüngere (1137–1180) | Ludwig VII. der Jüngere (1137–1180) | Ludwig VII. der Jüngere (1137–1180) | Ludwig VII. der Jüngere (1137–1180) | Ludwig VII. der Jüngere (1137–1180) |  |  | Haus Dreux (bis 1514)           | Haus Dreux (bis 1514)           | Haus Dreux (bis 1514)           | Haus Dreux (bis 1514)           | Haus Dreux (bis 1514)           | Haus Dreux (bis 1514)           |  |  | Haus Courtenay (bis 1768) | Haus Courtenay (bis 1768) | Haus Courtenay (bis 1768) | Haus Courtenay (bis 1768) | Haus Courtenay (bis 1768) | Haus Courtenay (bis 1768) |  |  |  |  |  |  |  |  |  |  |  |  |  |  |  |  |  |  |
|                                  |                                  |                                  |                                  |                                  |                                  |  |  | Ludwig VII. der Jüngere (1137–1180) | Ludwig VII. der Jüngere (1137–1180) | Ludwig VII. der Jüngere (1137–1180) | Ludwig VII. der Jüngere (1137–1180) | Ludwig VII. der Jüngere (1137–1180) | Ludwig VII. der Jüngere (1137–1180) |  |  | Haus Dreux (bis 1514)           | Haus Dreux (bis 1514)           | Haus Dreux (bis 1514)           | Haus Dreux (bis 1514)           | Haus Dreux (bis 1514)           | Haus Dreux (bis 1514)           |  |  | Haus Courtenay (bis 1768) | Haus Courtenay (bis 1768) | Haus Courtenay (bis 1768) | Haus Courtenay (bis 1768) | Haus Courtenay (bis 1768) | Haus Courtenay (bis 1768) |  |  |  |  |  |  |  |  |  |  |  |  |  |  |  |  |  |  |
|                                  |                                  |                                  |                                  |                                  |                                  |  |  | Philipp II. August (1180–1223)      |                                     |                                     |                                     |                                     |                                     |  |  |                                 |                                 |                                 |                                 |                                 |                                 |  |  |                           |                           |                           |                           |                           |                           |  |  |  |  |  |  |  |  |  |  |  |  |  |  |  |  |  |  |
|                                  |                                  |                                  |                                  |                                  |                                  |  |  |                                     |                                     |                                     |                                     |                                     |                                     |  |  |                                 |                                 |                                 |                                 |                                 |                                 |  |  |                           |                           |                           |                           |                           |                           |  |  |  |  |  |  |  |  |  |  |  |  |  |  |  |  |  |  |
|                                  |                                  |                                  |                                  |                                  |                                  |  |  | Ludwig VIII. der Löwe (1223–1226)   |                                     |                                     |                                     |                                     |                                     |  |  |                                 |                                 |                                 |                                 |                                 |                                 |  |  |                           |                           |                           |                           |                           |                           |  |  |  |  |  |  |  |  |  |  |  |  |  |  |  |  |  |  |
|                                  |                                  |                                  |                                  |                                  |                                  |  |  |                                     |                                     |                                     |                                     |                                     |                                     |  |  |                                 |                                 |                                 |                                 |                                 |                                 |  |  |                           |                           |                           |                           |                           |                           |  |  |  |  |  |  |  |  |  |  |  |  |  |  |  |  |  |  |
|                                  |                                  |                                  |                                  |                                  |                                  |  |  |                                     |                                     |                                     |                                     |                                     |                                     |  |  |                                 |                                 |                                 |                                 |                                 |                                 |  |  |                           |                           |                           |                           |                           |                           |  |  |  |  |  |  |  |  |  |  |  |  |  |  |  |  |  |  |
|                                  |                                  |                                  |                                  |                                  |                                  |  |  | Ludwig IX. der Heilige (1226–1270)  | Ludwig IX. der Heilige (1226–1270)  | Ludwig IX. der Heilige (1226–1270)  | Ludwig IX. der Heilige (1226–1270)  | Ludwig IX. der Heilige (1226–1270)  | Ludwig IX. der Heilige (1226–1270)  |  |  | Haus Artois (bis 1472)          | Haus Artois (bis 1472)          | Haus Artois (bis 1472)          | Haus Artois (bis 1472)          | Haus Artois (bis 1472)          | Haus Artois (bis 1472)          |  |  | Haus Anjou (bis 1435)     | Haus Anjou (bis 1435)     | Haus Anjou (bis 1435)     | Haus Anjou (bis 1435)     | Haus Anjou (bis 1435)     | Haus Anjou (bis 1435)     |  |  |  |  |  |  |  |  |  |  |  |  |  |  |  |  |  |  |
|                                  |                                  |                                  |                                  |                                  |                                  |  |  | Ludwig IX. der Heilige (1226–1270)  | Ludwig IX. der Heilige (1226–1270)  | Ludwig IX. der Heilige (1226–1270)  | Ludwig IX. der Heilige (1226–1270)  | Ludwig IX. der Heilige (1226–1270)  | Ludwig IX. der Heilige (1226–1270)  |  |  | Haus Artois (bis 1472)          | Haus Artois (bis 1472)          | Haus Artois (bis 1472)          | Haus Artois (bis 1472)          | Haus Artois (bis 1472)          | Haus Artois (bis 1472)          |  |  | Haus Anjou (bis 1435)     | Haus Anjou (bis 1435)     | Haus Anjou (bis 1435)     | Haus Anjou (bis 1435)     | Haus Anjou (bis 1435)     | Haus Anjou (bis 1435)     |  |  |  |  |  |  |  |  |  |  |  |  |  |  |  |  |  |  |
|                                  |                                  |                                  |                                  |                                  |                                  |  |  |                                     |                                     |                                     |                                     |                                     |                                     |  |  |                                 |                                 |                                 |                                 |                                 |                                 |  |  |                           |                           |                           |                           |                           |                           |  |  |  |  |  |  |  |  |  |  |  |  |  |  |  |  |  |  |
|                                  |                                  |                                  |                                  |                                  |                                  |  |  | Philipp III. der Kühne (1270–1285)  | Philipp III. der Kühne (1270–1285)  | Philipp III. der Kühne (1270–1285)  | Philipp III. der Kühne (1270–1285)  | Philipp III. der Kühne (1270–1285)  | Philipp III. der Kühne (1270–1285)  |  |  | Haus Bourbon (bis heute)        | Haus Bourbon (bis heute)        | Haus Bourbon (bis heute)        | Haus Bourbon (bis heute)        | Haus Bourbon (bis heute)        | Haus Bourbon (bis heute)        |  |  |                           |                           |                           |                           |                           |                           |  |  |  |  |  |  |  |  |  |  |  |  |  |  |  |  |  |  |
|                                  |                                  |                                  |                                  |                                  |                                  |  |  | Philipp III. der Kühne (1270–1285)  | Philipp III. der Kühne (1270–1285)  | Philipp III. der Kühne (1270–1285)  | Philipp III. der Kühne (1270–1285)  | Philipp III. der Kühne (1270–1285)  | Philipp III. der Kühne (1270–1285)  |  |  | Haus Bourbon (bis heute)        | Haus Bourbon (bis heute)        | Haus Bourbon (bis heute)        | Haus Bourbon (bis heute)        | Haus Bourbon (bis heute)        | Haus Bourbon (bis heute)        |  |  |                           |                           |                           |                           |                           |                           |  |  |  |  |  |  |  |  |  |  |  |  |  |  |  |  |  |  |
|                                  |                                  |                                  |                                  |                                  |                                  |  |  |                                     |                                     |                                     |                                     |                                     |                                     |  |  |                                 |                                 |                                 |                                 |                                 |                                 |  |  |                           |                           |                           |                           |                           |                           |  |  |  |  |  |  |  |  |  |  |  |  |  |  |  |  |  |  |
|                                  |                                  |                                  |                                  |                                  |                                  |  |  | Philipp IV. der Schöne (1285–1314)  | Philipp IV. der Schöne (1285–1314)  | Philipp IV. der Schöne (1285–1314)  | Philipp IV. der Schöne (1285–1314)  | Philipp IV. der Schöne (1285–1314)  | Philipp IV. der Schöne (1285–1314)  |  |  | Haus Valois (bis 1589)          | Haus Valois (bis 1589)          | Haus Valois (bis 1589)          | Haus Valois (bis 1589)          | Haus Valois (bis 1589)          | Haus Valois (bis 1589)          |  |  | Haus Évreux (bis 1441)    | Haus Évreux (bis 1441)    | Haus Évreux (bis 1441)    | Haus Évreux (bis 1441)    | Haus Évreux (bis 1441)    | Haus Évreux (bis 1441)    |  |  |  |  |  |  |  |  |  |  |  |  |  |  |  |  |  |  |
|                                  |                                  |                                  |                                  |                                  |                                  |  |  | Philipp IV. der Schöne (1285–1314)  | Philipp IV. der Schöne (1285–1314)  | Philipp IV. der Schöne (1285–1314)  | Philipp IV. der Schöne (1285–1314)  | Philipp IV. der Schöne (1285–1314)  | Philipp IV. der Schöne (1285–1314)  |  |  | Haus Valois (bis 1589)          | Haus Valois (bis 1589)          | Haus Valois (bis 1589)          | Haus Valois (bis 1589)          | Haus Valois (bis 1589)          | Haus Valois (bis 1589)          |  |  | Haus Évreux (bis 1441)    | Haus Évreux (bis 1441)    | Haus Évreux (bis 1441)    | Haus Évreux (bis 1441)    | Haus Évreux (bis 1441)    | Haus Évreux (bis 1441)    |  |  |  |  |  |  |  |  |  |  |  |  |  |  |  |  |  |  |
|                                  |                                  |                                  |                                  |                                  |                                  |  |  |                                     |                                     |                                     |                                     |                                     |                                     |  |  |                                 |                                 |                                 |                                 |                                 |                                 |  |  |                           |                           |                           |                           |                           |                           |  |  |  |  |  |  |  |  |  |  |  |  |  |  |  |  |  |  |
| Ludwig X. der Zänker (1314–1316) | Ludwig X. der Zänker (1314–1316) | Ludwig X. der Zänker (1314–1316) | Ludwig X. der Zänker (1314–1316) | Ludwig X. der Zänker (1314–1316) | Ludwig X. der Zänker (1314–1316) |  |  | Philipp V. der Lange (1316–1322)    | Philipp V. der Lange (1316–1322)    | Philipp V. der Lange (1316–1322)    | Philipp V. der Lange (1316–1322)    | Philipp V. der Lange (1316–1322)    | Philipp V. der Lange (1316–1322)    |  |  | Karl IV. der Schöne (1322–1328) | Karl IV. der Schöne (1322–1328) | Karl IV. der Schöne (1322–1328) | Karl IV. der Schöne (1322–1328) | Karl IV. der Schöne (1322–1328) | Karl IV. der Schöne (1322–1328) |  |  |                           |                           |                           |                           |                           |                           |  |  |  |  |  |  |  |  |  |  |  |  |  |  |  |  |  |  |
| Ludwig X. der Zänker (1314–1316) | Ludwig X. der Zänker (1314–1316) | Ludwig X. der Zänker (1314–1316) | Ludwig X. der Zänker (1314–1316) | Ludwig X. der Zänker (1314–1316) | Ludwig X. der Zänker (1314–1316) |  |  | Philipp V. der Lange (1316–1322)    | Philipp V. der Lange (1316–1322)    | Philipp V. der Lange (1316–1322)    | Philipp V. der Lange (1316–1322)    | Philipp V. der Lange (1316–1322)    | Philipp V. der Lange (1316–1322)    |  |  | Karl IV. der Schöne (1322–1328) | Karl IV. der Schöne (1322–1328) | Karl IV. der Schöne (1322–1328) | Karl IV. der Schöne (1322–1328) | Karl IV. der Schöne (1322–1328) | Karl IV. der Schöne (1322–1328) |  |  |                           |                           |                           |                           |                           |                           |  |  |  |  |  |  |  |  |  |  |  |  |  |  |  |  |  |  |
| Johann I. der Posthume (1316)    |                                  |                                  |                                  |                                  |                                  |  |  |                                     |                                     |                                     |                                     |                                     |                                     |  |  |                                 |                                 |                                 |                                 |                                 |                                 |  |  |                           |                           |                           |                           |                           |                           |  |  |  |  |  |  |  |  |  |  |  |  |  |  |  |  |  |  |

## Herrscherlisten
- Könige von Westfranken, Könige von Frankreich, Könige der Franzosen
  - Odo (888–898)
  - Robert I. (922–923)
  - Hugo Capet (987–996)
  - Robert II. (996–1031)
  - Heinrich I. (1031–1060)
  - Philipp I. (1060–1108)
  - Ludwig VI. (1108–1137)
  - Ludwig VII. (1137–1180)
  - Philipp II. (1180–1223)
  - Ludwig VIII. (1223–1226)
  - Ludwig IX. (1226–1270)
  - Philipp III. (1270–1285)
  - Philipp IV. (1285–1314; Philipp I. von Navarra)
  - Ludwig X. (1314–1316; Ludwig I. von Navarra)
  - Johann I. (1316; Johann I. von Navarra)
  - Philipp V. (1316–1322; Philipp II. von Navarra)
  - Karl IV. (1322–1328; Karl I. von Navarra)
  - Philipp VI. (1328–1350)
  - Johann II. (1350–1364)
  - Karl V. (1364–1380)
  - Karl VI. (1380–1422)
  - Karl VII. (1422–1461)
  - Ludwig XI. (1461–1483)
  - Karl VIII. (1483–1498)
  - Ludwig XII. (1498–1515)
  - Franz I. (1515–1547)
  - Heinrich II. (1547–1559)
  - Franz II. (1559–1560)
  - Karl IX. (1560–1574)
  - Heinrich III. (1574–1589; Heinrich von Polen)
  - Heinrich IV. (1589–1610; Heinrich III. von Navarra)
  - Ludwig XIII. (1610–1643; Ludwig II. von Navarra)
  - Ludwig XIV. (1643–1715; Ludwig III. von Navarra)
  - Ludwig XV. (1715–1774; Ludwig IV. von Navarra)
  - Ludwig XVI. (1774–1792; Ludwig V. von Navarra)
  - Ludwig XVIII. (1814/1815–1824; Ludwig VII. von Navarra)
  - Karl X. (1824–1830; Karl IV. von Navarra)
  - Ludwig Philipp (1830–1848)
- lateinische Kaiser von Konstantinopel
  - Peter (1216–1217)
  - Robert (1217–1228)
  - Balduin II. (1228–1261)
- Könige und Königinnen von Sizilien-Neapel
  - Karl I. (1266–1285)
  - Karl II. (1285–1309)
  - Robert (1309–1343)
  - Johanna I. (1343–1382)
  - Karl III. (1382–1386; Karl II. von Ungarn)
  - Ladislaus (1386–1414)
  - Johanna II. (1414–1435)
  - René (1435–1442)
  - Ludwig (1501–1504; Ludwig XII. von Frankreich)
  - Philipp IV. (1700–1713; Philipp IV. von Sizilien, Philipp V. von Spanien)
  - Karl VII. (1735–1759; Karl V. von Sizilien, Karl I. von Parma, Karl III. von Spanien)
  - Ferdinand IV. (1759–1806 und 1815–1816; Ferdinand III. von Sizilien, Ferdinand I. von beider Sizilien)
- Könige und Königinnen von Sizilien
  - Karl I. (1266–1282)
  - Philipp IV. (1700–1713; Philipp IV. von Neapel, Philipp V. von Spanien)
  - Karl V. (1735–1759; Karl VII. von Neapel, Karl I. von Parma, Karl III. von Spanien)
  - Ferdinand III. (1759–1816; Ferdinand IV. von Neapel, Ferdinand I. von beider Sizilien)
- Könige von beider Sizilien
  - Ferdinand I. (1816–1825)
  - Franz I. (1825–1830)
  - Ferdinand II. (1830–1859)
  - Franz II. (1859–1860)
- Könige und Königinnen von Ungarn
  - Karl I. (1301–1342)
  - Ludwig I. (1342–1382; Ludwig I. von Polen)
  - Maria (1382)
  - Karl II. (1382–1386; Karl III. von Neapel)
  - Maria (1386–1395)
- Könige und Königinnen von Polen
  - Ludwig I. (1370–1382; Ludwig I. von Ungarn)
  - Hedwig (1382–1399)
  - Heinrich (1573–1574; Heinrich III. von Frankreich)
- Herzöge von Parma
  - Karl VII. (1731–1735; Karl V. von Sizilien, Karl VII. von Neapel, Karl III. von Spanien)
  - Philipp (1748–1765)
  - Ferdinand (1765–1802)
  - Karl Ludwig (1847–1849; Karl Ludwig von Etrurien)
  - Karl III. (1849–1854)
  - Robert (1854–1860)
- Könige von Etrurien
  - Ludwig I. (1801–1803)
  - Karl Ludwig (1803–1807; Karl Ludwig von Parma)
- Großherzöge von Luxemburg
  - Johann (1964–2000)
  - Heinrich (seit 2000)
- Könige und Königinnen von Navarra
  - Philipp I. (1285–1305; Philipp IV. von Frankreich)
  - Ludwig I. (1305–1316; Ludwig X. von Frankreich)
  - Johann I. (1316; Johann I. von Frankreich)
  - Philipp II. (1316–1322; Philipp V. von Frankreich)
  - Karl I. (1322–1328; Karl IV. von Frankreich)
  - Johanna II. (1328–1349)
  - Philipp III. (1328–1342)
  - Karl II. (1349–1387)
  - Karl III. (1387–1425)
  - Blanka (1425–1441)
  - Anton (1555–1562)
  - Heinrich III. (1572–1610; Heinrich IV. von Frankreich)
  - Ludwig II. (1610–1643; Ludwig XIII. von Frankreich)
  - Ludwig III. (1643–1715; Ludwig XIV. von Frankreich)
  - Ludwig IV. (1715–1774; Ludwig XV. von Frankreich)
  - Ludwig V. (1774–1791; Ludwig XVI. von Frankreich)
  - Ludwig VII. (1814/1815–1824; Ludwig XVIII. von Frankreich)
  - Karl IV. (1824–1830; Karl X. von Frankreich)
- Könige und Königinnen von Spanien
  - Philipp V. (1700–1724 und 1724–1746; Philipp IV. von Neapel, Philipp IV. von Sizilien)
  - Ludwig I. (1724)
  - Karl III. (1746–1759; Karl VII. von Neapel, Karl I. von Parma, Karl V. von Sizilien)
  - Karl IV. (1759–1808)
  - Ferdinand VII. (1808 und 1813–1833)
  - Isabella II. (1833–1868)
  - Alfons XII. (1874–1885)
  - Alfons XIII. (1886–1941)
  - Johann Karl (1975–2014)
  - Philipp VI. (seit 2014)
- Könige und Königinnen von Portugal
  - Alfons I. (1139–1185)
  - Sancho I. (1185–1211)
  - Alfons II. (1211–1223)
  - Sancho II. (1223–1248)
  - Alfons III. (1248–1279)
  - Dionysius (1279–1325)
  - Alfons IV. (1325–1357)
  - Peter I. (1357–1367)
  - Ferdinand I. (1367–1383)
  - Johann I. (1385–1433)
  - Eduard (1433–1438)
  - Alfons V. (1438–1481)
  - Johann II. (1481–1495)
  - Manuel I. (1495–1521)
  - Johann III. (1521–1557)
  - Sebastian (1557–1578)
  - Heinrich I. (1578–1580)
  - Antonio (1580)
  - Johann IV. (1640–1656)
  - Alfons VI. (1656–1682)
  - Peter II. (1682–1706)
  - Johann V. (1706–1750)
  - Joseph I. (1750–1777)
  - Peter III. (1777–1786)
  - Maria I. (1786–1816; Maria I. von Brasilien)
  - Johann VI. (1816–1826; Johann I. von Brasilien)
  - Peter IV. (1826; Peter I. von Brasilien)
  - Maria II. (1826–1828 und 1834–1853)
  - Michael I. (1828–1834)
- Könige und Königinnen von Brasilien, Kaiser von Brasilien
  - Maria I. (1815–1816; Maria I. von Portugal)
  - Johann I. (1816–1822; Johann VI. von Portugal)
  - Peter I. (1822–1831; Peter IV. von Portugal)
  - Peter II. (1831–1888)

## Zeittafel
Könige von Frankreich

## Aktuelle Prätendenten kapetingischer Abstammung
- Luis Alfonso de Borbón y Martínez-Bordiú (* 1974; Haus Bourbon-Anjou), legitimistischer Prätendent für Frankreich, Senior-Capet
- Jean Charles Pierre Marie d’Orléans (* 1965; Haus Orléans), orléanistischer Prätendent für Frankreich
- Duarte III. Pio de Bragança (* 1945; Haus Braganza), Prätendent für Portugal
- Luís Gastão de Orléans e Bragança (* 1938; Haus Orléans-Braganza), Prätendent für Brasilien in Konkurrenz zu Pedro Carlos
- Pedro Carlos de Orléans e Bragança (* 1945; Haus Orléans-Braganza) Prätendent für Brasilien in Konkurrenz zu Luís Gastão
- Carlos de Borbón-Dos Sicilias y Borbón-Parma (1938–2015, Haus Bourbon-Sizilien), Prätendent für Beide Sizilien in Konkurrenz zu Carlo
- Carlo von Bourbon-Sizilien (* 1963; Haus Bourbon-Sizilien), Prätendent für Beide Sizilien in Konkurrenz zu Carlos
- Carlos Xavier Bernardo Sixtus Maria von Bourbon-Parma (* 1970, Haus Bourbon-Parma), Prätendent für Parma
- Sixtus Henri de Borbón-Parma y Borbón-Busset (* 1940 Haus Bourbon-Parma), carlistischer Prätendent für Spanien

## Senior Capets
- Charibert († vor 636)
- Chrodobertus (bezeugt 630)
- Lantbertus I. († nach 650)
- Chrodobertus (nach 650–nach 678)
- Lantbertus II. (nach 678–vor 741)
- Rutpert I. (vor 741–vor 764)
- Thurincbertus (vor 764–770)
- Rutpert II. (770–807)
- Rutpert III. (807–vor 843)
- Robert der Tapfere (vor 843–866)
- Odo von Westfranken (866–898)
- Robert I. von Westfranken (898–923)
- Hugo Magnus (923–956)
- Hugo Capet von Frankreich (956–996)
- Robert II. von Frankreich (996–1031)
- Heinrich I. von Frankreich (1031–1060)
- Philipp I. von Frankreich (1060–1108)
- Ludwig VI. von Frankreich (1108–1137)
- Ludwig VII. von Frankreich (1137–1180)
- Philipp II. von Frankreich (1180–1223)
- Ludwig VIII. von Frankreich (1223–1226)
- Ludwig IX. von Frankreich (1226–1270)
- Philipp III. von Frankreich (1270–1285)
- Philipp IV. von Frankreich (1285–1314)
- Ludwig X. von Frankreich (1314–1316)
- Johann I. von Frankreich (1316)
- Philipp V. von Frankreich (1316–1322)
- Karl IV. von Frankreich (1322–1328)
- Philipp VI. von Frankreich (1328–1350)
- Johann II. von Frankreich (1350–1364)
- Karl V. von Frankreich (1364–1380)
- Karl VI. von Frankreich (1380–1422)
- Karl VII. von Frankreich (1422–1461)
- Ludwig XI. von Frankreich (1461–1483)
- Karl VIII. von Frankreich (1483–1498)
- Ludwig XII. von Frankreich (1498–1515)
- Franz I. von Frankreich (1515–1547)
- Heinrich II. von Frankreich (1547–1559)
- Franz II. von Frankreich (1559–1560)
- Karl IX. von Frankreich (1560–1574)
- Heinrich III. von Frankreich (1574–1589)
- Heinrich IV. von Frankreich (1589–1610)
- Ludwig XIII. von Frankreich (1610–1643)
- Ludwig XIV. von Frankreich (1643–1715)
- Ludwig XV. von Frankreich (1715–1774)
- Ludwig XVI. von Frankreich (1774–1793)
- Louis Charles de Bourbon, duc de Normandie (1793–1795)
- Ludwig XVIII. von Frankreich (1795–1824)
- Karl X. von Frankreich (1824–1836)
- Louis-Antoine de Bourbon, duc d’Angoulême (1836–1844)
- Henri de Bourbon-Artois, comte de Chambord (1844–1883)
- Juan Carlos de Borbón y Bragança, conde de Montizón (1883–1887)
- Carlos María de los Dolores de Borbón y Austria-Este, duque de Madrid (1887–1909)
- Jaime de Borbón y Borbón-Parma, duque de Madrid (1909–1931)
- Alfonso Carlos de Borbón y Austria-Este, duque de San Jaime y de Anjou (1931–1936)
- Alfons XIII. von Spanien (1936–1941)
- Jaime de Borbón y Battenberg, duque de Segovia (1941–1975)
- Alfonso Jaime de Borbón y Dampierre, duque de Cádiz (1975–1989)
- Luis Alfonso de Borbón y Martínez-Bordiú, duque de Anjou (seit 1989)

## Heilige
- König Ludwig IX. von Frankreich († 1270), hl. 11. August 1297, Festtag am 25. August
- Bischof Ludwig von Toulouse († 1297), hl. 13. April 1317, Festtag am 19. August
- Königin Hedwig von Polen († 1399), hl. 8. Juni 1997, Festtag am 17. Juli
- Königin Johanna von Frankreich († 1505), hl. 28. Mai 1950, Festtag am 4. Februar